# 뉴에프오
뉴에프오(NEW.F.O)는 대한민국의 4인조 걸그룹이다.

## 이전 구성원

### 미마
- 본명 김지윤
- 1990년 2월 23일 출생

### 소이
- 본명 손소이
- 1991년 12월 14일 출생

### 나래
- 본명 김나래
- 1993년 8월 30일 출생

### 단아
- 본명 송단아
- 1994년 8월 26일 출생

### 제이엔 (지선)
- 본명 황지선
- 1989년 10월 17일 출생
- 극동정보대학
- 샤플라 멤버
- 2010년 데뷔
- 걸스데이(2010)와 뉴에프오의 이전 구성원

## 음반
- New.F.O 1st Digital Single 'Bounce' (2011)